# Виноградов, Владимир Борисович
Владимир Борисович Виноградов (род. 20 января 1930, Ленинград, СССР) — советский футболист, нападающий. Мастер спорта СССР.

## Биография
В 1938—1946 учился в школе № 6 Свердловского района Ленинграда, в 1946—1950 работал модельщиком на Балтийском заводе, где играл за юношескую команду по футболу.
C 1950 года — в составе «Зенита», первый матч провёл 13 сентября 1951 в последнем туре чемпионата — в гостевом матче против московского «Спартака» вышел на замену и на 84 минуте забил победный мяч, сделав счёт 2:1. За «Зенит» Виноградов выступал до 1957 года, провёл в чемпионатах 68 игр, забил 7 мячей.
В 1957—1961 годах играл за «Авангард»/«Адмиралтеец», в 1962 — за ленинградский СКА, в 1963 — за «Химик» Днепродзержинск